# Čabar
 Čabar  város és község Horvátországban, a Tengermellék-Hegyvidék megyében. Közigazgatásilag Bazli, Brinjeva Draga, Crni Lazi, Donji Žagari, Fažonci, Ferbežari, Gerovo, Gerovski Kraj, Gorači, Gornji Žagari, Hrib, Kamenski Hrib, Kozji Vrh, Kraljev Vrh, Kranjci, Lautari, Lazi, Makov Hrib, Mali Lug, Mandli, Okrivje, Parg, Plešce, Podstene, Požarnica, Prezid, Prhci, Prhutova Draga, Pršleti, Ravnice, Selo, Smrečje, Smrekari, Sokoli, Srednja Draga, Tropeti, Tršće, Vode, Vrhovci és Zamost települések  tartoznak hozzá.

## Fekvése
Fiumétól 34 km-re északkeletre, a horvát Hegyvidék nyugati részén, a szlovén határ mellett fekszik.

## Története
Čabar vidékén már az ókorban is éltek emberek. Ezt bizonyítják az itt talált cseréptöredékek és a római határvédelmi rendszer (limes) Prezid határában látható maradványai. A horvátok a 7. században telepedtek meg ezen a területen. 1089-ben valószínűleg itt, az ősi római úton vonultak át a keresztes hadak a Szentföld felé vezető útjukon. A község települései közül először Gerovo és Prezid neve tűnik fel a történeti forrásokban a 11. és a 13. században. Čabart magát csak a 17. században említik először, bár valószínűleg már sokkal előbb is létezett. Birtokosai 1193-tól 1577-ig a Frangepánok, majd 1670-ig a Zrínyiek voltak. Fejlődését főként Zrínyi Péternek köszönheti, aki 1651-ben vaskohót építtetett ide. Fontos kereskedelmi út vezetett át a középkori Frangepán és Zrínyi birtokokon Prezid felől Vinodol és a Tengermellék irányába. Bár az út nyomvonala már jóval korábban kialakult, kiépítése szintén a Zrínyiek nevéhez fűződik a 17. század közepén. Valamivel később egy másik kereskedelmi út is kiépült a Kulpa völgye felé Brod na Kupi és Brod Moravica irányába, mely abban az időben fontos kereskedelmi központ volt. A Wesselényi-összeesküvést követően az itteni Zrínyi birtok a kincstár igazgatása alá került. 1798-ban a Paravić, majd 1866-ban a Ghyczy család vásárolta meg, akik egészen 1945-ig voltak a birtokosai. 
A község első iskolája Gerovon nyílt meg 1850-ben, nem sokkal később 1852-ben Čabaron is megkezdte működését az iskola. Az itteni vasöntő és kovácsműhelyek azt bizonyítják, hogy Čabar ebben az időben már fontos kézműipari központ lett.
A településnek 1857-ben 293, 1910-ben 326 lakosa volt. A trianoni békeszerződésig Modrus-Fiume vármegye Čabari járásának székhelye volt. 2011-ben a városnak 414, a községnek összesen 3811 lakosa volt.

## Lakosság
| Lakosság változása | Lakosság változása | Lakosság változása | Lakosság változása | Lakosság változása | Lakosság változása | Lakosság változása | Lakosság változása | Lakosság változása | Lakosság változása | Lakosság változása | Lakosság változása | Lakosság változása | Lakosság változása | Lakosság változása | Lakosság változása |
| ------------------ | ------------------ | ------------------ | ------------------ | ------------------ | ------------------ | ------------------ | ------------------ | ------------------ | ------------------ | ------------------ | ------------------ | ------------------ | ------------------ | ------------------ | ------------------ |
| 1857               | 1869               | 1880               | 1890               | 1900               | 1910               | 1921               | 1931               | 1948               | 1953               | 1961               | 1971               | 1981               | 1991               | 2001               | 2011               |
| 293                | 307                | 319                | 351                | 328                | 326                | 277                | 349                | 298                | 427                | 431                | 572                | 628                | 597                | 511                | 414                |

## Nevezetességei
- Páduai Szent Antal tiszteletére szentelt plébániatemplomának[5] pontos építési ideje nem ismert, mai formájában 1727-ben épült barokk stílusban. A hagyomány szerint már korábban is állt a helyén egy nagyobb kápolna. A templom egyhajós épület háromoldalú apszissal, két mellék kápolnájával latin kereszt alaprajzú. Háromszintes zömök harangtornyát hagyma alakú toronysisak fedi. Főoltárképe a neves szlovén festőművész Walentin Metzinger alkotása 1758-ban készült.[6]
- A Zrínyi-kastély a település nyugati részén található, ahol már a 16. században nagyobb település állt. Közelében vasérc bánya működött, melyhez a 17. században a Zrínyiek vasolvasztót építettek. A kastély építése a vasüzem és a munkáslakások építésével együtt kezdődött. Ebből a időből származik a falak egy része, a torony és az alsó szint  központi része. A kastélyt a 19. és 20. században is átépítették. A szájhagyomány szerint a kastélytól egykor alagút vezetett a város feletti Tropetar sziklákhoz, ahol a kijárat volt. Az öregek elbeszélése szerint az egykori bejáratnál játszó gyerekek régi fegyvereket és csontokat találtak.[7]
- A temető északnyugati részén található monumentális kápolnát[8] Miroslav Križ építette 1926-ban. A kápolnát a kriptával, kétszárnyú lépcsőn lehet megközelíteni. Minden fala vakolt, melyeket kőfaragásokat utánozva készítettek. A lépcső alatti kripta bejáratát a kápolna bejáratához hasonlóan süllyesztett profilozott íves portál hangsúlyozza. A kápolna homlokzata körablakkal ellátott oromzatban zárul. Az oldalán egy nagyobb íves ablak található. A kápolna boltozata szakrális témákkal van kifestve, melyek négy mandorlába vannak elhelyezve, köztük virágmintás díszítéssel. A vakolt tető a belső, dongaboltozat vonalát követi.
- A temető elején található Ghyczy-Paravić család kőből és kovácsoltvasból készült monumentális síremléke,[9] akik a 18. századtól a 20. század közepéig voltak a település urai. A síremlék két részből áll: kripta és baldachinos szarkofág. A kriptát egy faragott kövekből épített talapzat fedi, bejárata a közepén kereszttel  díszített, virágmintás fém ajtóval van lezárva. A monumentalitást, valamint a sír műemléki értékét egy nagyméretű baldachin adja, amely teljesen kovácsoltvasból készült, négy bordázott oszlopon nyugszik. A gazdagon profilozott kerítésen belül egy szarkofág látható, mindkét család címerével, és angyalokat ábrázoló domborművel.
- A Ghyczy család síremléke[10] a temető végén emelkedő domb lejtőjén helyezkedik el. A téglalap alakú teret kőből és kovácsoltvasból készített kerítés veszi körül. A kerítés fémrészén kör alakú egyenlő szárú kereszt motívuma látható, a bejárati kovácsoltvas ajtó pedig az alapvető díszítő motívum mellett virágmintával és csigavonalakkal is rendelkezik. A sír középső része egy magas kőfal, piramis alakú sztélével, amely egy nagyobb, aranyozott kőkeresztben végződik. A terület közepén egy díszítő elemek nélküli fekvő kőlap található, amely a sírok helyét jelöli.
- A Čabar-Zamost út mentén található Szűz Mária-kápolna[11] egy szerény külső díszítésű, alacsony, sokszög alaprajzú épület, a bejárat feletti alacsony harangtoronnyal. A kápolna 1914 -ben épült. A külső rész egyszerűségét ellensúlyozza a pazarul berendezett belső tér, amelynek minden falfelületét és dongaboltozatát mandorlás szentek ábrázolásával, valamint virágos és geometriai díszítő elemekkel festették  ki. A fa neogótikus polikróm oltár az osilnicai Josip Jarm munkája.
- Čabar község közigazgatási területére esik a Risnjak Nemzeti Park nagy része.